# Coupe de France de rugby à XV 1942-1943
Navigation
Coupe de France 1943-1944
L'édition 1942-1943 de la Coupe de France est la 7e édition de la coupe de France, la première réservée aux clubs (la coupe de France était auparavant disputée par les régions sous le nom de coupe nationale).

## Zone Nord

### Trente-deuxièmes de finale
| 3 janvier 1943 14h30 | Olympique de Saint-Denis                                             | 16 - 9 (8 - 3) | Le Havre AC | Cynodrome, Courbevoie |
| 3 janvier 1943 14h30 | Essai(s) : Chasset (X1), Lacour (X1) Transformation(s) : Cazala (X1) | Rapport        |             | Cynodrome, Courbevoie |
| 3 janvier 1943 14h30 |                                                                      | Rapport        |             | Cynodrome, Courbevoie |

| 3 janvier 1943 | Stade montois | 6 - 5 | US Tyrosse |  |
| 3 janvier 1943 |               |       |            |  |
| 3 janvier 1943 |               |       |            |  |

| 3 janvier 1943 | SA Morcenx-la-Nouvelle | 7 - 13 a. p. | Boucau stade |  |
| 3 janvier 1943 |                        |              |              |  |
| 3 janvier 1943 |                        |              |              |  |

| 3 janvier 1943 | RC Pontoise | 5 - 33 | Stade français | Pontoise |
| 3 janvier 1943 | Rapport     |        |                | Pontoise |
| 3 janvier 1943 |             |        |                | Pontoise |

| 3 janvier 1943 | US Berry | 9 - 3 | Red Star Olympique | Bourges |
| 3 janvier 1943 | Rapport  |       |                    | Bourges |
| 3 janvier 1943 |          |       |                    | Bourges |

| 3 janvier 1943 | US Montargis      | 0 - 26  | Paris UC |  |
| 3 janvier 1943 | Essai(s) : ? (X6) | Rapport |          |  |
| 3 janvier 1943 |                   | Rapport |          |  |

| 3 janvier 1943 14h30 | US Métro                                                                                                   | 34 - 13 (13 - 3) | SCPO Ivry-sur-Seine                                      | Stade de La Croix de Berny, Antony |
| 3 janvier 1943 14h30 | Essai(s) : Naudy (X2), Bonnet (X1), ? (X5) Transformation(s) : Joanblanq (X1) Pénalité(s) : Joanblanq (X1) | Rapport          | Essai(s) : Claudel (X1)? (X2) Transformation(s) : ? (X2) | Stade de La Croix de Berny, Antony |
| 3 janvier 1943 14h30 | | Rapport          |                                                          | Stade de La Croix de Berny, Antony |

| 3 janvier 1943 | RC Compiègne | Reporté | RC France |  |
| 3 janvier 1943 |              |         |           |  |
| 3 janvier 1943 |              |         |           |  |

| 3 janvier 1943 | SC Angoulême | Forfait | Bourges AC | Angoulême |
| 3 janvier 1943 | Rapport      |         |            | Angoulême |
| 3 janvier 1943 |              |         |            | Angoulême |

| 3 janvier 1943 | SA Vierzon | 8 - 0 | US Le Mans |  |
| 3 janvier 1943 |            |       |            |  |
| 3 janvier 1943 |            |       |            |  |

| 3 janvier 1943 | AS Côte-Basque | 13 - 9 | GASP | Dax |
| 3 janvier 1943 |                |        |      | Dax |
| 3 janvier 1943 |                |        |      | Dax |

| 3 janvier 1943 | SA Saint-Sever | 3 - 56 | Aviron bayonnais |  |
| 3 janvier 1943 |                |        |                  |  |
| 3 janvier 1943 |                |        |                  |  |

| 3 janvier 1943 | SA Arcachon | – | Biarritz olympique | Saint-Vincent-de-Tyrosse |
| 3 janvier 1943 |             |   |                    | Saint-Vincent-de-Tyrosse |
| 3 janvier 1943 |             |   |                    | Saint-Vincent-de-Tyrosse |

| 3 janvier 1943 | US La Teste-de-Buch | – | Bordeaux EC |  |
| 3 janvier 1943 |                     |   |             |  |
| 3 janvier 1943 |                     |   |             |  |

| 3 janvier 1943 | Peyrehorade sports | 6 - 0 | UA Gujan-Mestras |  |
| 3 janvier 1943 |                    |       |                  |  |
| 3 janvier 1943 |                    |       |                  |  |

| 3 janvier 1943 | PS Tartas | – | Saint-Jean-de-Luz olympique |  |
| 3 janvier 1943 |           |   |                             |  |
| 3 janvier 1943 |           |   |                             |  |

| 3 janvier 1943 | Stade hendayais | 13-17 | US Dax |  |
| 3 janvier 1943 |                 |       |        |  |
| 3 janvier 1943 |                 |       |        |  |

| 3 janvier 1943 | SA Bordeaux | – | US Cognac |  |
| 3 janvier 1943 |             |   |           |  |
| 3 janvier 1943 |             |   |           |  |

| 3 janvier 1943 | RC Chalon | 16 - 3 | FC Moulins |  |
| 3 janvier 1943 |           |        |            |  |
| 3 janvier 1943 |           |        |            |  |

| 3 janvier 1943 | Stade poitevin | 13 - 3 | UA Libourne |  |
| 3 janvier 1943 |                |        |             |  |
| 3 janvier 1943 |                |        |             |  |

| 3 janvier 1943 | Stade niortais          | 6 - 12 (3 - 3) | Stade nantais              | Niort Arbitre : M. Puget (Paris) |
| 3 janvier 1943 | Essai(s) : Becourt (X1) | Rapport        | Pénalité(s) : Olivier (X1) | Niort Arbitre : M. Puget (Paris) |
| 3 janvier 1943 |                         | Rapport        |                            | Niort Arbitre : M. Puget (Paris) |

| 3 janvier 1943 | US Tours | 15 - 3 (7 - 0) | FC Yonnais | Tours |
| 3 janvier 1943 | Rapport  |                |            | Tours |
| 3 janvier 1943 |          |                |            | Tours |

| 3 janvier 1943 | US Dole | – | Stade dijonnais |  |
| 3 janvier 1943 |         |   |                 |  |
| 3 janvier 1943 |         |   |                 |  |

| 3 janvier 1943 | RC Chagny | – | CO Le Creusot |  |
| 3 janvier 1943 |           |   |               |  |
| 3 janvier 1943 |           |   |               |  |

| 3 janvier 1943 | CASG Paris | 27 - 8 (10 - 8) | AC Soissons | Soissons Arbitre : M. Pinezou |
| 3 janvier 1943 | Rapport    |                 |             | Soissons Arbitre : M. Pinezou |
| 3 janvier 1943 |            |                 |             | Soissons Arbitre : M. Pinezou |

| 3 janvier 1943 | Stade saintais | 5 - 14 | CA Bègles |  |
| 3 janvier 1943 |                |        |           |  |
| 3 janvier 1943 |                |        |           |  |

| 3 janvier 1943 | Stade bordelais | 29 - 0 | JS Royan |  |
| 3 janvier 1943 |                 |        |          |  |
| 3 janvier 1943 |                 |        |          |  |

| 3 janvier 1943 | CA Chevreuse | 8 - 8 | SCUF |  |
| 3 janvier 1943 |              |       |      |  |
| 3 janvier 1943 |              |       |      |  |

| 3 janvier 1943 | AS Homécourt | 0 - 9 | RCFC Besançon |  |
| 3 janvier 1943 |              |       |               |  |
| 3 janvier 1943 |              |       |               |  |

| 3 janvier 1943 | RC Trignac | 3 - 0 | Stade rochelais | Trignac |
| 3 janvier 1943 | Rapport    |       |                 | Trignac |
| 3 janvier 1943 |            |       |                 | Trignac |

| 3 janvier 1943 | US Orthez | Remis | AS Soustons |  |
| 3 janvier 1943 |           |       |             |  |
| 3 janvier 1943 |           |       |             |  |

| 3 janvier 1943 | SN Côte Basque | – | Girondins ASP |  |
| 3 janvier 1943 |                |   |               |  |
| 3 janvier 1943 |                |   |               |  |

| 3 janvier 1943 | Touristes elbeuviens | 6 - 0 | ASPTT Paris |  |
| 3 janvier 1943 |                      |       |             |  |
| 3 janvier 1943 |                      |       |             |  |

#### Matchs rejoués
| 10 janvier 1943 | RC Compiègne | 0 - 26 | RC France | Compiègne |
| 10 janvier 1943 | Rapport      |        |           | Compiègne |
| 10 janvier 1943 |              |        |           | Compiègne |

| 10 janvier 1943 | SCUF | Reporté | CA Chevreuse |  |
| 10 janvier 1943 |      |         |              |  |
| 10 janvier 1943 |      |         |              |  |

| 10 janvier 1943 | US Orthez | 3 - 4 | AS Soustons |  |
| 10 janvier 1943 |           |       |             |  |
| 10 janvier 1943 |           |       |             |  |

| 17 janvier 1943 | SCUF              | 3 - 15 (3 - 3) | CA Chevreuse                                                  | Pantin |
| 17 janvier 1943 | Essai(s) : ? (X1) |                | Essai(s) : ? (X2) Transformation(s) : ? (X1) Drop(s) : ? (X1) | Pantin |
| 17 janvier 1943 |                   |                |                                                               | Pantin |

| 17 janvier 1943 | SA Morcenx-la-Nouvelle | 0 - 31 | Boucau stade |  |
| 17 janvier 1943 |                        |        |              |  |
| 17 janvier 1943 |                        |        |              |  |

### Seizièmes de finale
| 24 janvier 1943 | RC France              | 16 - 3 | US Dole | Stade Jean-Bouin, Paris |
| 24 janvier 1943 | Essai(s) : Cartou (X1) |        |         | Stade Jean-Bouin, Paris |
| 24 janvier 1943 |                        |        |         | Stade Jean-Bouin, Paris |

| 24 janvier 1943 | US Tours                | 3 - 3 (3 - 3) | CA Chevreuse      | Tours |
| 24 janvier 1943 | Essai(s) : Mathieu (X1) | Rapport       | Essai(s) : ? (X1) | Tours |
| 24 janvier 1943 |                         | Rapport       |                   | Tours |

| 24 janvier 1943 | Aviron bayonnais | 29 - 3 (11 - 0) | PS Tartas | Bayonne |
| 24 janvier 1943 | Rapport          |                 |           | Bayonne |
| 24 janvier 1943 |                  |                 |           | Bayonne |

| 24 janvier 1943 | Peyrehorade sports | 6 - 3 | Stade montois |  |
| 24 janvier 1943 |                    |       |               |  |
| 24 janvier 1943 |                    |       |               |  |

| 24 janvier 1943 | SA Arcachon             | 3 - 6 (0 - 3) | Stade bordelais                                | Stade de l'AS Facture, Biganos Arbitre : M. Sourgens |
| 24 janvier 1943 | Essai(s) : Letouze (X1) |               | Essai(s) : ? (X1) Pénalité(s) : Minvielle (X1) | Stade de l'AS Facture, Biganos Arbitre : M. Sourgens |
| 24 janvier 1943 |                         |               |                                                | Stade de l'AS Facture, Biganos Arbitre : M. Sourgens |

| 24 janvier 1943 | US Dax | 9 - 0 | US La Teste-de-Buch |  |
| 24 janvier 1943 |        |       |                     |  |
| 24 janvier 1943 |        |       |                     |  |

| 24 janvier 1943 | Boucau stade | 9 - 5 | AS Soustons |  |
| 24 janvier 1943 |              |       |             |  |
| 24 janvier 1943 |              |       |             |  |

| 24 janvier 1943 | Touristes elbeuviens                                                            | 8 - 18 (8 - 10) | Stade français                                                                          | Elbeuf Arbitre : M. Belloc |
| 24 janvier 1943 | Essai(s) : ? (X1) Transformation(s) : Letourny (X1) Pénalité(s) : Bellouin (X1) | Rapport         | Essai(s) : ? (X3) Transformation(s) : Saget (X2), Capuano (X1) Pénalité(s) : Blond (X1) | Elbeuf Arbitre : M. Belloc |
| 24 janvier 1943 |                                                                                 | Rapport         |                                                                                         | Elbeuf Arbitre : M. Belloc |

| 24 janvier 1943 | SA Vierzon | 0 - 48 | US Métro | Vierzon |
| 24 janvier 1943 | Rapport    |        |          | Vierzon |
| 24 janvier 1943 |            |        |          | Vierzon |

| 24 janvier 1943 | US Berry                | 3 - 6 (3 - 0) | CASG Paris                                           | Bourges |
| 24 janvier 1943 | Essai(s) : Sabard (10e) |               | Essai(s) : Bellocq (50e) Pénalité(s) : Omhover (70e) | Bourges |
| 24 janvier 1943 |                         |               |                                                      | Bourges |

| 24 janvier 1943 | RC Chalon             | 4 - 11 (4 - 5) | Olympique de Saint-Denis                                                                 | Chalon-sur-Saône |
| 24 janvier 1943 | Drop(s) : Coderc (X?) |                | Essai(s) : Comte (X1), Suhette (X1) Transformation(s) : ? (X?) Pénalité(s) : Cazala (X?) | Chalon-sur-Saône |
| 24 janvier 1943 |                       |                |                                                                                          | Chalon-sur-Saône |

| 24 janvier 1943 | CA Bègles | 26 - 3 | Stade poitevin |  |
| 24 janvier 1943 |           |        |                |  |
| 24 janvier 1943 |           |        |                |  |

| 24 janvier 1943 | SC Angoulême | 0 - 13 | SN Côte baque |  |
| 24 janvier 1943 |              |        |               |  |
| 24 janvier 1943 |              |        |               |  |

| 24 janvier 1943 15h | Stade nantais | 0 - 6 | Paris UC | Stade de Procé, Nantes |
| 24 janvier 1943 15h | Rapport       |       |          | Stade de Procé, Nantes |
| 24 janvier 1943 15h |               |       |          | Stade de Procé, Nantes |

| 24 janvier 1943 | US Cognac | 5 - 8 | RC Trignac |  |
| 24 janvier 1943 |           |       |            |  |
| 24 janvier 1943 |           |       |            |  |

| 24 janvier 1943 | RCFC Besançon | 3 - 3 | RC Chagny |  |
| 24 janvier 1943 |               |       |           |  |
| 24 janvier 1943 |               |       |           |  |

#### Matchs rejoués
| 31 janvier 1943 14h30 | CA Chevreuse                 | 3 - 3 (3 - 0) | US Tours                   | Chevreuse |
| 31 janvier 1943 14h30 | Pénalité(s) : Bouisset (15e) | Rapport       | Pénalité(s) : Yaulin (50e) | Chevreuse |
| 31 janvier 1943 14h30 |                              | Rapport       |                            | Chevreuse |

| 31 janvier 1943 | RC Chagny | 0 - 0 | RCFC Besançon |  |
| 31 janvier 1943 |           |       |               |  |
| 31 janvier 1943 |           |       |               |  |

| 7 février 1943 | CA Chevreuse                 | 3 - 0 (3 - 0) | US Tours | Stade Tavernier, Bourges |
| 7 février 1943 | Pénalité(s) : Bouisset (17e) | Rapport       |          | Stade Tavernier, Bourges |
| 7 février 1943 |                              | Rapport       |          | Stade Tavernier, Bourges |

| 7 février 1943 | RC Chagny | 3 - 25 (0 - 6) | RCFC Besançon | Dijon |
| 7 février 1943 | Rapport   |                |               | Dijon |
| 7 février 1943 |           |                |               | Dijon |

### Huitièmes de finale
| 7 février 1943 | Stade bordelais                                     | 5 - 0 (5 - 0) | Peyrehorade sports | Dax |
| 7 février 1943 | Essai(s) : Carcenac (X1) Transformation(s) : ? (X1) | Rapport       |                    | Dax |
| 7 février 1943 |                                                     | Rapport       |                    | Dax |

| 7 février 1943 | Aviron bayonnais        | 3 - 3 (0 - 0) | Olympique de Saint-Denis | Libourne Arbitre : M. Saldou |
| 7 février 1943 | Essai(s) : Celhay (80e) | Rapport       | Essai(s) : Suhette (58e) | Libourne Arbitre : M. Saldou |
| 7 février 1943 |                         | Rapport       |                          | Libourne Arbitre : M. Saldou |

| 14 février 1943 | CA Bègles                                        | 6 - 3 (3 - 0) | CA Chevreuse            | Saintes |
| 14 février 1943 | Essai(s) : Martin (39e) Pénalité(s) : Viaud (X1) | Rapport       | Essai(s) : Mathieu (X1) | Saintes |
| 14 février 1943 |                                                  | Rapport       |                         | Saintes |

| 7 février 1943 | SN Côte basque                               | 11 - 0  | Boucau stade | Biarritz |
| 7 février 1943 | Essai(s) : ? (X3) Transformation(s) : ? (X1) | Rapport |              | Biarritz |
| 7 février 1943 |                                              | Rapport |              | Biarritz |

| 7 février 1943 | US Dax  | 3 - 3 (3 - 3) | RC France | Tours |
| 7 février 1943 | Rapport |               |           | Tours |
| 7 février 1943 |         |               |           | Tours |

| 14 février 1943 | Stade français | 10 - 8 | RC Franc-Comtois |  |
| 14 février 1943 |                |        |                  |  |
| 14 février 1943 |                |        |                  |  |

| 7 février 1943 | CASG Paris | 18 - 3 (5 - 3) | RC Trignac                | Le Mans Arbitre : M. Cartost (Tours) |
| 7 février 1943 | Essai(s) : Sainrame (10e), Bellocq (42e), Leguay (63e), Chevassus/Chevassis (75e) Transformation(s) : Laffront (10e, ?e, ?e) | Rapport        | Pénalité(s) : Ménard (X1) | Le Mans Arbitre : M. Cartost (Tours) |
| 7 février 1943 | | Rapport        |                           | Le Mans Arbitre : M. Cartost (Tours) |

| 7 février 1943 14h30 | US Métro                                                     | 10 - 6 (3 - 0) | Paris UC                               | Stade Jean-Bouin, Paris Arbitre : M. Rousse |
| 7 février 1943 14h30 | Pénalité(s) : Joanblanq (32e, 78e) Drop(s) : Joanblanq (53e) | Rapport        | Essai(s) : Massare (70e), Alzaté (75e) | Stade Jean-Bouin, Paris Arbitre : M. Rousse |
| 7 février 1943 14h30 |                                                              | Rapport        |                                        | Stade Jean-Bouin, Paris Arbitre : M. Rousse |

#### Matchs rejoués
| 14 février 1943 | US Dax  | 3 - 3 (3 - 0) | RC France | Angoulême |
| 14 février 1943 | Rapport |               |           | Angoulême |
| 14 février 1943 |         |               |           | Angoulême |

| 21 février 1943 | Aviron bayonnais                                                                                         | 21 - 9  | Olympique de Saint-Denis                                      | Tours |
| 21 février 1943 | Essai(s) : Dauger (X1), Casteigt (X1), Arotça (X1) Transformation(s) : Labèque (X3) Pénalité(s) : ? (X2) | Rapport | Essai(s) : ? (X1) Transformation(s) : ? (X1) Drop(s) : ? (X1) | Tours |
| 21 février 1943 | | Rapport |                                                               | Tours |

### Quarts de finale
| 28 février 1943 | Stade bordelais | 13 - 6 | Aviron bayonnais |  |
| 28 février 1943 |                 |        |                  |  |
| 28 février 1943 |                 |        |                  |  |

| 7 mars 1943 | CA Bègles | 5 - 3 | SN Côte basque |  |
| 7 mars 1943 |           |       |                |  |
| 7 mars 1943 |           |       |                |  |

| 28 mars 1943 | US Dax | 13 - 3 | Stade français |  |
| 28 mars 1943 |        |        |                |  |
| 28 mars 1943 |        |        |                |  |

| 21 mars 1943 | CASG Paris | 7 - 6 | US Métro |  |
| 21 mars 1943 |            |       |          |  |
| 21 mars 1943 |            |       |          |  |

### Tableau final
|  | Demi-finales            | Demi-finales           | Demi-finales           | Demi-finales           |                 |                 | Finale               | Finale               | Finale               | Finale               |
|  |                         |                        |                        |                        |                 |                 |                      |                      |                      |                      |
|  | 4 avril 1943, Bordeaux  | 4 avril 1943, Bordeaux | 4 avril 1943, Bordeaux | 4 avril 1943, Bordeaux |                 |                 | 18 avril 1943, Paris | 18 avril 1943, Paris | 18 avril 1943, Paris | 18 avril 1943, Paris |
|  | Stade bordelais         | Stade bordelais        | 5                      | 5                      |                 |                 | 18 avril 1943, Paris | 18 avril 1943, Paris | 18 avril 1943, Paris | 18 avril 1943, Paris |
|  | Stade bordelais         | Stade bordelais        | 5                      | 5                      |                 |                 | 18 avril 1943, Paris | 18 avril 1943, Paris | 18 avril 1943, Paris | 18 avril 1943, Paris |
|  | CA Bègles               | CA Bègles              | 3                      | 3                      |                 |                 | 18 avril 1943, Paris | 18 avril 1943, Paris | 18 avril 1943, Paris | 18 avril 1943, Paris |
|  | CA Bègles               | CA Bègles              | 3                      | 3                      | Stade bordelais | Stade bordelais | 17                   | 17                   |                      |                      |
|  | 4 avril 1943, Angoulême |                        |                        |                        | Stade bordelais | Stade bordelais | 17                   | 17                   |                      |                      |
|  |                         |                        | US Dax                 | US Dax                 | 5               | 5               |                      |                      |                      |                      |
|  | US Dax                  | US Dax                 | US Dax                 | US Dax                 | 5               | 5               | 13                   | 13                   |                      |                      |
|  | US Dax                  | US Dax                 |                        |                        |                 |                 |                      | 13                   |                      |                      |
|  | CASG Paris              | CASG Paris             | 3                      | 3                      |                 |                 |                      |                      |                      |                      |
|  | CASG Paris              | CASG Paris             | 3                      | 3                      |                 |                 |                      |                      |                      |                      |

### Finale

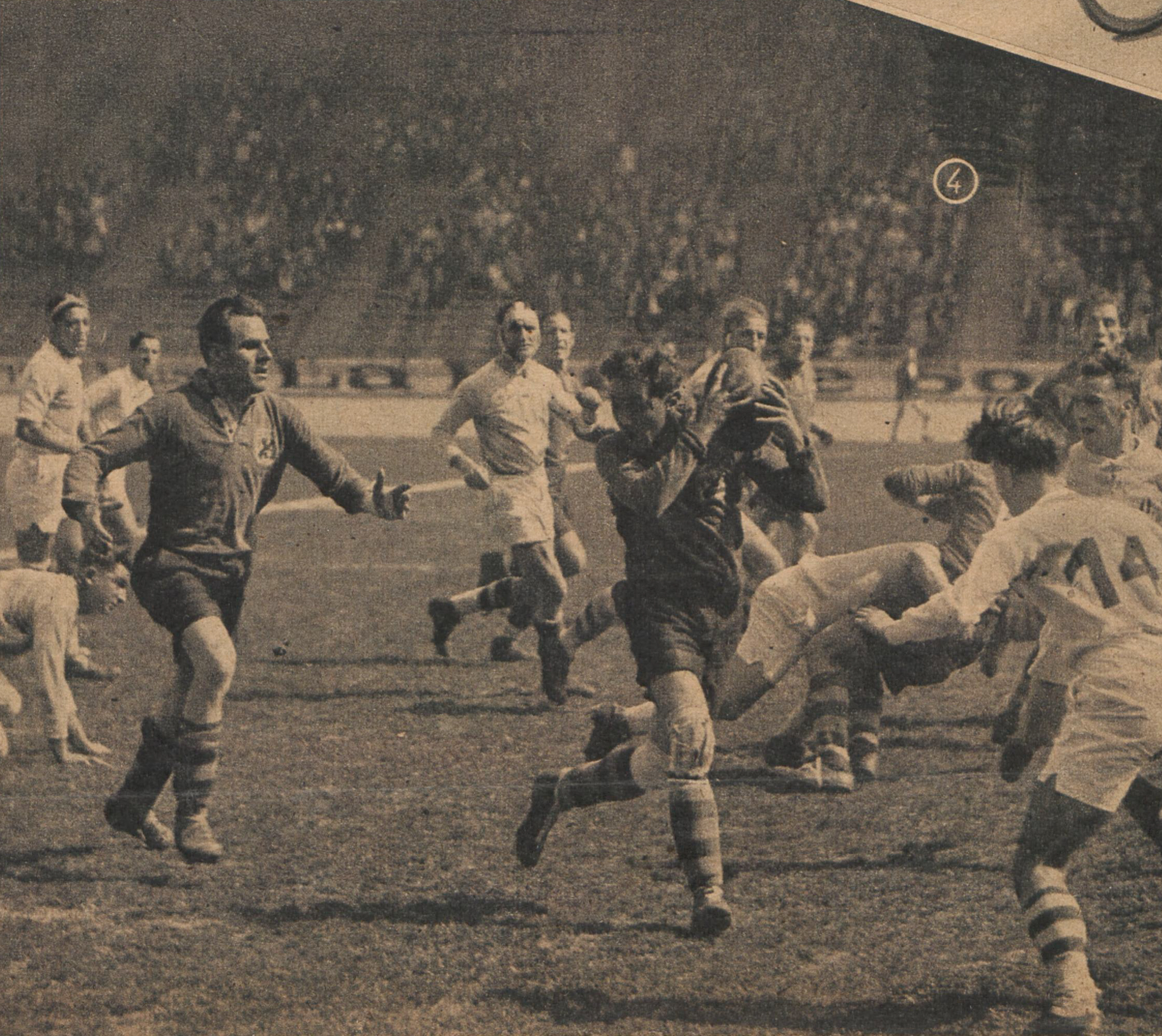
En finale régionale « zone Nord », le Stade bordelais (ici en maillot sombre) s'impose contre l'US Dax (en blanc) au Parc des Princes.

| 18 avril 1943 | Stade bordelais | 17 - 5, (0 - 0) | US Dax | Parc des Princes, Paris Arbitre : M. Delmas |
| 18 avril 1943 |                 |                 |        | Parc des Princes, Paris Arbitre : M. Delmas |
| 18 avril 1943 |                 |                 |        | Parc des Princes, Paris Arbitre : M. Delmas |

| Stade bordelais Titulaires F. Pasino 15 Rechenmann 14 Raymond 13 Gutteriez 12 Laborde 11 Bonifazi 10 Crognier 9 Chadeau 8 Figué 7 Gombaux 6 Fort 5 Meinvielle 4 Pascal 3 P. Murac 2 Baudet 1 Remplaçants Carcenac |  |  |  | US Dax Titulaires 15 Pémartin 14 De Laporterie 13 Lamaison 12 P. Lux 11 Desbieys 10 Castagnet 9 A. Gommès 8 J. Desclaux 7 Philipp 6 Candau 5 Maura 4 Haristoy 3 Dumas 2 Lespiau 1 Nassiet Remplaçants X |

## Zone Sud

### Trente-deuxièmes de finale
| 3 janvier 1943 | SO Avignon | 3 - 0 | RC Toulon | Avignon |
| 3 janvier 1943 |            |       |           | Avignon |
| 3 janvier 1943 |            |       |           | Avignon |

| 3 janvier 1943 | RC Narbonne                       | 9 - 6 (3 - 6) | Castres olympique                    | Narbonne |
| 3 janvier 1943 | Essai(s) : Auduy (X2), André (X1) | Rapport       | Essai(s) : Assémat (X1), Bonnet (X1) | Narbonne |
| 3 janvier 1943 |                                   | Rapport       |                                      | Narbonne |

| 3 janvier 1943 | US Guéret | 0 - 11 | Stade montluçonnais | Guéret |
| 3 janvier 1943 |           |        |                     | Guéret |
| 3 janvier 1943 |           |        |                     | Guéret |

| 3 janvier 1943 | US Romans-Péage | 8 - 3 | AS Roanne | Romans-sur-Isère |
| 3 janvier 1943 |                 |       |           | Romans-sur-Isère |
| 3 janvier 1943 |                 |       |           | Romans-sur-Isère |

| 3 janvier 1943 | Le Puy | 5 - 6 | FC Lyon | Le Puy-en-Velay |
| 3 janvier 1943 |        |       |         | Le Puy-en-Velay |
| 3 janvier 1943 |        |       |         | Le Puy-en-Velay |

| 3 janvier 1943 14h30 | CS Vienne | Forfait | Stade clermontois | Champ de manœuvres de l'Isle, Vienne |
| 3 janvier 1943 14h30 |           |         |                   | Champ de manœuvres de l'Isle, Vienne |
| 3 janvier 1943 14h30 |           |         |                   | Champ de manœuvres de l'Isle, Vienne |

| 3 janvier 1943 | Lyon OU                                                   | 11 - 10 (0 - 10) | SC Salon-de-Provence                         | Stade des Iris, Villeurbanne |
| 3 janvier 1943 | Essai(s) : Cazade (X1), ? (X3) Transformation(s) : ? (X1) | Rapport          | Essai(s) : ? (X2) Transformation(s) : ? (X2) | Stade des Iris, Villeurbanne |
| 3 janvier 1943 |                                                           | Rapport          |                                              | Stade des Iris, Villeurbanne |

| 3 janvier 1943 | SC Millau                                                          | 10 - 0 (7 - 0) | AS Béziers | Millau |
| 3 janvier 1943 | Essai(s) : ? (X1) Pénalité(s) : Maury (X1) Drop(s) : Arribaut (X1) | Rapport        |            | Millau |
| 3 janvier 1943 |                                                                    | Rapport        |            | Millau |

| 3 janvier 1943 | RC Nice | 11 - 8 | Olympique de Marseille | Nice |
| 3 janvier 1943 |         |        |                        | Nice |
| 3 janvier 1943 |         |        |                        | Nice |

| 3 janvier 1943 | FC Lourdes                                                                      | 36 - 3 (19 - ?) | CA Castelsarrasin | Lourdes |
| 3 janvier 1943 | Essai(s) : Lafont (X1), Augé (X3), Laborde (X2), Prat (X1), Abadie (X1), ? (X2) | Rapport         |                   | Lourdes |
| 3 janvier 1943 |                                                                                 | Rapport         |                   | Lourdes |

| 3 janvier 1943 | Section paloise | 35 - 0 (19 - 0) | Saint-Girons SC | Pau |
| 3 janvier 1943 | Essai(s) : Lafitte (X2), Lassalle (X2), Coureau (X1), Lastapis (X1), Borbes (X1), Sorondo (X1), Joambon (X1) Transformation(s) : Carmouze (X2), Lastapis (X1), ? (X1) | Rapport         |                 | Pau |
| 3 janvier 1943 | | Rapport         |                 | Pau |

| 3 janvier 1943 | SU Agen | 24 - 3 | AS Tarbes | Agen |
| 3 janvier 1943 |         |        |           | Agen |
| 3 janvier 1943 |         |        |           | Agen |

| 3 janvier 1943 | SC Decazeville | 0 - 5 (0 - 0) | US Fumel                                     | Decazeville |
| 3 janvier 1943 |                | Rapport       | Essai(s) : ? (X1) Transformation(s) : ? (X1) | Decazeville |
| 3 janvier 1943 |                | Rapport       |                                              | Decazeville |

| 3 janvier 1943 | CS Villefranche-sur-Saône | 8 - 0 | Valence sportif | Villefranche-sur-Saône |
| 3 janvier 1943 |                           |       |                 | Villefranche-sur-Saône |
| 3 janvier 1943 |                           |       |                 | Villefranche-sur-Saône |

| 3 janvier 1943 | La Mure | Reporté | FC Grenoble | La Mure |
| 3 janvier 1943 |         |         |             | La Mure |
| 3 janvier 1943 |         |         |             | La Mure |

| 3 janvier 1943 | SA Limoges | Reporté | Stade toulousain | Vélodrome du Grand-Treuil, Limoges |
| 3 janvier 1943 |            |         |                  | Vélodrome du Grand-Treuil, Limoges |
| 3 janvier 1943 |            |         |                  | Vélodrome du Grand-Treuil, Limoges |

| 3 janvier 1943 | USO Montpellier | 9 - 3 | US Thuir | Montpellier |
| 3 janvier 1943 |                 |       |          | Montpellier |
| 3 janvier 1943 |                 |       |          | Montpellier |

| 3 janvier 1943 | SU Cavaillon | 20 - 5 | CAS Oullins | Cavaillon |
| 3 janvier 1943 |              |        |             | Cavaillon |
| 3 janvier 1943 |              |        |             | Cavaillon |

| 3 janvier 1943 | SA Mauléon | 6 - 3 | Stade bagnérais | Mauléon-Licharre |
| 3 janvier 1943 |            |       |                 | Mauléon-Licharre |
| 3 janvier 1943 |            |       |                 | Mauléon-Licharre |

| 3 janvier 1943 | AS Prades         | 3 - 14 | USA Perpignan                                | Prades |
| 3 janvier 1943 | Essai(s) : ? (X1) |        | Essai(s) : ? (X4) Transformation(s) : ? (X1) | Prades |
| 3 janvier 1943 |                   |        |                                              | Prades |

| 3 janvier 1943 | US Marmande | 13 - 0 | US Bergerac |  |
| 3 janvier 1943 |             |        |             |  |
| 3 janvier 1943 |             |        |             |  |

| 3 janvier 1943 15h10 | Albi olympique                                                                                 | 14 - 0 (8 - 0) | US Montauban | Albi Arbitre : M. Pascal |
| 3 janvier 1943 15h10 | Essai(s) : Lissorgues (X1), Fortuné (X1), Chiroleu (X1), Fauré (X1) Transformation(s) : ? (X1) | Rapport        |              | Albi Arbitre : M. Pascal |
| 3 janvier 1943 15h10 |                                                                                                | Rapport        |              | Albi Arbitre : M. Pascal |

| 3 janvier 1943 | Stade piscenois | Reporté | Toulouse olympique | Pézenas |
| 3 janvier 1943 |                 |         |                    | Pézenas |
| 3 janvier 1943 |                 |         |                    | Pézenas |

| 3 janvier 1943 15h | Stadoceste tarbais                                  | 20 - 0 (9 - 0) |                      | Tarbes |
| 3 janvier 1943 15h | Essai(s) : Larrieu (X2), ? (X1), Prunel/Prunet (X2) | Rapport        | Essai(s) : FC Oloron | Tarbes |
| 3 janvier 1943 15h |                                                     | Rapport        |                      | Tarbes |

| 3 janvier 1943 | CO Périgueux-Ouest | 9 - 36 (6 - 11) | US Villeneuve-sur-Lot | Périgueux |
| 3 janvier 1943 |                    |                 |                       | Périgueux |
| 3 janvier 1943 |                    |                 |                       | Périgueux |

| 3 janvier 1943 | CA Brive                                                                                | 15 - 10 (6 - 3) | Stade aurillacois                                       | Brive-la-Gaillarde |
| 3 janvier 1943 | Essai(s) : Riaucoux (X1), Salesse (X1), Lajugie (X1), ? (X1) Pénalité(s) : Salesse (X2) | Rapport         | Essai(s) : ? (X1) Pénalité(s) : ? (X1) Drop(s) : ? (X1) | Brive-la-Gaillarde |
| 3 janvier 1943 |                                                                                         | Rapport         |                                                         | Brive-la-Gaillarde |

| 3 janvier 1943 | AS Bort | Reporté | US Vichy |  |
| 3 janvier 1943 |         |         |          |  |
| 3 janvier 1943 |         |         |          |  |

| 3 janvier 1943 15h10 | Toulouse OEC             | 3 - 14 (3 - 11) | CA Périgueux                                                      | Toulouse Arbitre : M. Vignaud |
| 3 janvier 1943 15h10 | Essai(s) : Jeansous (X1) |                 | Essai(s) : ? (X3) Transformation(s) : ? (X1) Pénalité(s) : ? (X1) | Toulouse Arbitre : M. Vignaud |
| 3 janvier 1943 15h10 |                          |                 |                                                                   | Toulouse Arbitre : M. Vignaud |

| 3 janvier 1943 | AS Carcassonne                                            | 18 - 0 | US Foix | Carcassonne |
| 3 janvier 1943 | Essai(s) : Jambon (X2), ? (X2) Transformation(s) : ? (X2) |        |         | Carcassonne |
| 3 janvier 1943 |                                                           |        |         | Carcassonne |

| 10 janvier 1943 | RC Catalan | Reporté | FC Lézignan | Perpignan |
| 10 janvier 1943 |            |         |             | Perpignan |
| 10 janvier 1943 |            |         |             | Perpignan |

| 3 janvier 1943 | AS Montferrand                                                       | 16 - 4 (3 - 0) | SC Tulle           | Stade Marcel-Michelin, Clermont-Ferrand Arbitre : M. Finet |
| 3 janvier 1943 | Essai(s) : 4 Chassagne, Bony (2), Gouga Transformation(s) : 2 Duvert | Rapport        | Drop(s) : 1 Monzat | Stade Marcel-Michelin, Clermont-Ferrand Arbitre : M. Finet |
| 3 janvier 1943 |                                                                      | Rapport        |                    | Stade Marcel-Michelin, Clermont-Ferrand Arbitre : M. Finet |

| 3 janvier 1943 | US bressanne | 18 - 0 | AS Mâcon | Bourg-en-Bresse |
| 3 janvier 1943 |              |        |          | Bourg-en-Bresse |
| 3 janvier 1943 |              |        |          | Bourg-en-Bresse |

#### Matchs rejoués
| 10 janvier 1943 | USC Vichy | 10 - 0 | AS Bort |  |
| 10 janvier 1943 |           |        |         |  |
| 10 janvier 1943 |           |        |         |  |

| 10 janvier 1943 15h | SA Limoges | 0 - 6 (0 - 0)                                                               | Stade toulousain | Vélodrome du Grand-Treuil, Limoges Arbitre : M. Vassal/Vayssat/Barbe |
| 10 janvier 1943 15h |            | Essai(s) : Corrèges (X1), Baudry (X1) Carton(s) rouge(s) : Cazeaux, Talabot |                  | Vélodrome du Grand-Treuil, Limoges Arbitre : M. Vassal/Vayssat/Barbe |
| 10 janvier 1943 15h |            |                                                                             |                  | Vélodrome du Grand-Treuil, Limoges Arbitre : M. Vassal/Vayssat/Barbe |

| 17 janvier 1943 | FC Grenoble | Forfait | La Mure |  |
| 17 janvier 1943 |             |         |         |  |
| 17 janvier 1943 |             |         |         |  |

| 17 janvier 1943 | Toulouse olympique | 26 - 4 | Stade piscenois |  |
| 17 janvier 1943 |                    |        |                 |  |
| 17 janvier 1943 |                    |        |                 |  |

| 17 janvier 1943 | RC Catalan | 22 - 8 | FC Lézignan |  |
| 17 janvier 1943 |            |        |             |  |
| 17 janvier 1943 |            |        |             |  |

### Seizièmes de finale
| 24 janvier 1943 | US bressanne | 11 - 8 | Stade montluçonnais | Roanne |
| 24 janvier 1943 |              |        |                     | Roanne |
| 24 janvier 1943 |              |        |                     | Roanne |

| 24 janvier 1943 | FC Grenoble | 7 - 4 | RC Nice | Toulon |
| 24 janvier 1943 |             |       |         | Toulon |
| 24 janvier 1943 |             |       |         | Toulon |

| 24 janvier 1943 | Lyon OU | 18 - 11 | SU Cavaillon | Grenoble |
| 24 janvier 1943 |         |         |              | Grenoble |
| 24 janvier 1943 |         |         |              | Grenoble |

| 24 janvier 1943 | CS Vienne                    | 14 - 9  | SO Avignon | Valence Arbitre : M. Lallemand |
| 24 janvier 1943 | Carton(s) rouge(s) : Laurent | Rapport |            | Valence Arbitre : M. Lallemand |
| 24 janvier 1943 |                              | Rapport |            | Valence Arbitre : M. Lallemand |

| 24 janvier 1943 | USA Perpignan                       | 14 - 0 ou 3 (3 - 0) | RC Narbonne | Montpellier |
| 24 janvier 1943 | Essai(s) : Déjean (X2), Benoît (X1) |                     |             | Montpellier |
| 24 janvier 1943 |                                     |                     |             | Montpellier |

| 24 janvier 1943 | Toulouse olympique                                                                   | 11 - 11 (3 - 8) | FC Lourdes                                                                | Stade Armandie, Agen Arbitre : M. Veyssat (Périgueux) |
| 24 janvier 1943 | Essai(s) : Duffau (X1) Transformation(s) : Teychené (X1) Pénalité(s) : Teychené (X2) |                 | Essai(s) : Augé (X1), Valès (X1), Brandam (X1) Transformation(s) : ? (X1) | Stade Armandie, Agen Arbitre : M. Veyssat (Périgueux) |
| 24 janvier 1943 |                                                                                      |                 |                                                                           | Stade Armandie, Agen Arbitre : M. Veyssat (Périgueux) |

| 24 janvier 1943 | Stade toulousain                                                                                  | 12 - 11 (12 - 3) | SA Mauléon                                                               | Tarbes |
| 24 janvier 1943 | Essai(s) : Gaussens (X1), Garrigues (X1) Transformation(s) : Andrieu (X1) Drop(s) : Gaussens (X1) |                  | Essai(s) : ? (X2) Transformation(s) : ? (X1) Pénalité(s) : Darrieux (X1) | Tarbes |
| 24 janvier 1943 |                                                                                                   |                  |                                                                          | Tarbes |

| 24 janvier 1943 | Stadoceste tarbais | 3 - 3 (0 - 3) | US Villeneuve-sur-Lot | Stade Huntziger, Toulouse |
| 24 janvier 1943 | Essai(s) : ? (X1)  |               | Essai(s) : ? (X1)     | Stade Huntziger, Toulouse |
| 24 janvier 1943 |                    |               |                       | Stade Huntziger, Toulouse |

| 24 janvier 1943 14h30 | FC Lyon | 24 - 3 | US Romans | Champ de manœuvres de l'Isle, Vienne Arbitre : M. Bard |
| 24 janvier 1943 14h30 |         |        |           | Champ de manœuvres de l'Isle, Vienne Arbitre : M. Bard |
| 24 janvier 1943 14h30 |         |        |           | Champ de manœuvres de l'Isle, Vienne Arbitre : M. Bard |

| 24 janvier 1943 | RC Catalan                                                           | 8 - 3   | AS Carcassonne            | Narbonne |
| 24 janvier 1943 | Essai(s) : Magre (X1), Lavail (X1) Transformation(s) : Noguères (X1) | Rapport | Essai(s) : Teyssère (X1), | Narbonne |
| 24 janvier 1943 |                                                                      | Rapport |                           | Narbonne |

| 24 janvier 1943 | USO Montpellier                                            | 18 - 3 (3 - 3) | SC Millau                | Béziers Arbitre : M. Loubet (Béziers) |
| 24 janvier 1943 | Essai(s) : Barthez (X1), ? (X3) Transformation(s) : ? (X3) | Rapport        | Pénalité(s) : Maury (X1) | Béziers Arbitre : M. Loubet (Béziers) |
| 24 janvier 1943 |                                                            | Rapport        |                          | Béziers Arbitre : M. Loubet (Béziers) |

| 24 janvier 1943 | Albi olympique | 11 - 5 | US Fumel | Brive-la-Gaillarde |
| 24 janvier 1943 |                |        |          | Brive-la-Gaillarde |
| 24 janvier 1943 |                |        |          | Brive-la-Gaillarde |

| 24 janvier 1943 | SU Agen | 11 - 3 | US Vichy | Limoges |
| 24 janvier 1943 |         |        |          | Limoges |
| 24 janvier 1943 |         |        |          | Limoges |

| 24 janvier 1943 | CA Périgueux     | 3 - 3 (0 - 0) | CA Brive          | Tulle Arbitre : M. Pascal (Toulouse) |
| 24 janvier 1943 | Drop(s) : ? (X1) | Rapport       | Essai(s) : ? (X1) | Tulle Arbitre : M. Pascal (Toulouse) |
| 24 janvier 1943 |                  | Rapport       |                   | Tulle Arbitre : M. Pascal (Toulouse) |

| 24 janvier 1943 | AS Montferrand                                                                                      | 18 - 3 (10 - 0) | CS Villefranche-sur-Saône | Saint-Étienne 2 500 spectateurs |
| 24 janvier 1943 | Essai(s) : 3 James (2), Pouzat Transformation(s) : 1 Duvert Pénalité(s) : 1 Duvert Drop(s) : 1 Paul | Rapport         | Essai(s) : 1 Ferrer       | Saint-Étienne 2 500 spectateurs |
| 24 janvier 1943 | | Rapport         |                           | Saint-Étienne 2 500 spectateurs |

| 24 janvier 1943 | Section paloise                                                                                    | 16 - 3 (3 - 3) | US Marmande          | Montauban |
| 24 janvier 1943 | Essai(s) : Duthen (X2), Dax (X1) Transformation(s) : Douste (X1), ? (X1) Pénalité(s) : Douste (X1) | Rapport        | Pénalité(s) : ? (X1) | Montauban |
| 24 janvier 1943 | | Rapport        |                      | Montauban |

#### Matchs rejoués
| 7 février 1943 | FC Lourdes | 7 - 0 | Toulouse olympique | Agen |
| 7 février 1943 |            |       |                    | Agen |
| 7 février 1943 |            |       |                    | Agen |

| 7 février 1943 | US Villeneuve-sur-Lot | 6 - 5 | Stadoceste tarbais |  |
| 7 février 1943 |                       |       |                    |  |
| 7 février 1943 |                       |       |                    |  |

| 7 février 1943 | CA Périgueux | 6 - 5 | CA Brive |  |
| 7 février 1943 |              |       |          |  |
| 7 février 1943 |              |       |          |  |

### Huitièmes de finale
| 7 février 1943 | SU Agen                                            | 5 - 3 (5 - 0) | USO Montpellier           | Carcassonne |
| 7 février 1943 | Essai(s) : Baladié (X1) Transformation(s) : ? (X1) | Rapport       | Pénalité(s) : Mellet (X1) | Carcassonne |
| 7 février 1943 |                                                    | Rapport       |                           | Carcassonne |

| 7 février 1943 | RC Catalan                                   | 5 - 0 | US Bressane | Avignon |
| 7 février 1943 | Essai(s) : ? (X1) Transformation(s) : ? (X1) |       |             | Avignon |
| 7 février 1943 |                                              |       |             | Avignon |

| 7 février 1943 | FC Lyon                                                  | 6 - 3 (3 - 0) | AS Montferrand       | Roanne |
| 7 février 1943 | Essai(s) : 1 Laprune (15e) Pénalité(s) : 1 Mingeat (45e) | Rapport       | Essai(s) : 1 Ferrier | Roanne |
| 7 février 1943 |                                                          | Rapport       |                      | Roanne |

| 7 février 1943 | USA Perpignan | 8 - 3 | Stade toulousain | Narbonne |
| 7 février 1943 |               |       |                  | Narbonne |
| 7 février 1943 |               |       |                  | Narbonne |

| 14 février 1943 | US Villeneuve-sur-Lot | 3 - 0 (0 - 0) | Albi olympique | Agen |
| 14 février 1943 | Essai(s) : Carbo (X1) | Rapport       |                | Agen |
| 14 février 1943 |                       | Rapport       |                | Agen |

| 7 février 1943 | FC Grenoble | 3 - 3 | Lyon OU | Bourg-en-Bresse |
| 7 février 1943 |             |       |         | Bourg-en-Bresse |
| 7 février 1943 |             |       |         | Bourg-en-Bresse |

| 14 février 1943 | CA Périgueux                       | 7 - 5 (0 - 5) | CS Vienne                                    | Montluçon |
| 14 février 1943 | Essai(s) : ? (X1) Drop(s) : ? (X1) | Rapport       | Essai(s) : ? (X1) Transformation(s) : ? (X1) | Montluçon |
| 14 février 1943 |                                    | Rapport       |                                              | Montluçon |

| 14 février 1943 | Section paloise   | 3 - 0 | FC Lourdes | Tarbes Arbitre : M. Combes |
| 14 février 1943 | Essai(s) : ? (X1) |       |            | Tarbes Arbitre : M. Combes |
| 14 février 1943 |                   |       |            | Tarbes Arbitre : M. Combes |

#### Matchs rejoués
| 14 février 1943 | FC Grenoble | 3 - 3 | Lyon OU | Bourgoin-Jallieu |
| 14 février 1943 |             |       |         | Bourgoin-Jallieu |
| 14 février 1943 |             |       |         | Bourgoin-Jallieu |

### Quarts de finale
| 28 février 1943 | SU Agen | 15 - 3 | RC Catalan | Stade Huntziger, Toulouse |
| 28 février 1943 |         |        |            | Stade Huntziger, Toulouse |
| 28 février 1943 |         |        |            | Stade Huntziger, Toulouse |

| 7 mars 1943 | CA Périgueux | 12 - 8 | FC Lyon | Stade Marcel-Michelin, Clermont-Ferrand |
| 7 mars 1943 |              |        |         | Stade Marcel-Michelin, Clermont-Ferrand |
| 7 mars 1943 |              |        |         | Stade Marcel-Michelin, Clermont-Ferrand |

| 28 février 1943 | Section paloise | 11 - 9 | FC Grenoble | Béziers |
| 28 février 1943 |                 |        |             | Béziers |
| 28 février 1943 |                 |        |             | Béziers |

| 28 février 1943 | USA Perpignan | 11 - 9 | US Villeneuve-sur-Lot | Pau |
| 28 février 1943 |               |        |                       | Pau |
| 28 février 1943 |               |        |                       | Pau |

### Tableau
|  | Demi-finales           | Demi-finales        | Demi-finales        | Demi-finales        |         |         | Finale                  | Finale                  | Finale                  | Finale                  |
|  |                        |                     |                     |                     |         |         |                         |                         |                         |                         |
|  | 4 avril 1943, Brive    | 4 avril 1943, Brive | 4 avril 1943, Brive | 4 avril 1943, Brive |         |         | 18 avril 1943, Toulouse | 18 avril 1943, Toulouse | 18 avril 1943, Toulouse | 18 avril 1943, Toulouse |
|  | SU Agen                | SU Agen             | 5                   | 5                   |         |         | 18 avril 1943, Toulouse | 18 avril 1943, Toulouse | 18 avril 1943, Toulouse | 18 avril 1943, Toulouse |
|  | SU Agen                | SU Agen             | 5                   | 5                   |         |         | 18 avril 1943, Toulouse | 18 avril 1943, Toulouse | 18 avril 1943, Toulouse | 18 avril 1943, Toulouse |
|  | CA Périgueux           | CA Périgueux        | 0                   | 0                   |         |         | 18 avril 1943, Toulouse | 18 avril 1943, Toulouse | 18 avril 1943, Toulouse | 18 avril 1943, Toulouse |
|  | CA Périgueux           | CA Périgueux        | 0                   | 0                   | SU Agen | SU Agen | 13                      | 13                      |                         |                         |
|  | 4 avril 1943, Toulouse |                     |                     |                     | SU Agen | SU Agen | 13                      | 13                      |                         |                         |
|  |                        |                     | Section paloise     | Section paloise     | 6       | 6       |                         |                         |                         |                         |
|  | Section paloise        | Section paloise     | Section paloise     | Section paloise     | 6       | 6       | 6                       | 6                       |                         |                         |
|  | Section paloise        | Section paloise     |                     |                     |         |         |                         | 6                       |                         |                         |
|  | USA Perpignan          | USA Perpignan       | 0                   | 0                   |         |         |                         |                         |                         |                         |
|  | USA Perpignan          | USA Perpignan       | 0                   | 0                   |         |         |                         |                         |                         |                         |

### Finale
| 18 avril 1943 | SU Agen | 13 - 6, | Section paloise | Toulouse Arbitre : M. Barbe |
| 18 avril 1943 |         |         |                 | Toulouse Arbitre : M. Barbe |
| 18 avril 1943 |         |         |                 | Toulouse Arbitre : M. Barbe |

| SU Agen Titulaires M. Guiral 15 A. Grandaty 14 F. Gaubert 13 C. Calbet 12 G. Baladié 11 Maurel 10 A. Verdier 9 J. Matheu-Cambas 8 M. Brunetaud 7 Baudet 6 R. Landes 5 M. Laurent 4 F. Inza 3 J. Clavé 2 J. Londaitsbéhère 1 |  |  |  | Section paloise Titulaires 15 Mounès 14 Duthen 13 A. Lassalle 12 Sorondo 11 Borbes 10 Sabin 9 Rabier 8 Larrat 7 L. Lassalle 6 Douste 5 Tucoo 4 Lacour 3 Henry 2 Coureau 1 Carmauze Entraîneur Louis Cluchague |

## Finale nationale
| 2 mai 1943 | SU Agen                                                                                             | 11 - 4, (5 - 4) | Stade bordelais               | Parc des sports, Bordeaux |
| 2 mai 1943 | Essai(s) : 3 essais de Baladié, Gaubert et Brunetaud Transformation(s) : 1 transformation de Guiral |                 | Drop(s) : 1 drop de Guttierez | Parc des sports, Bordeaux |

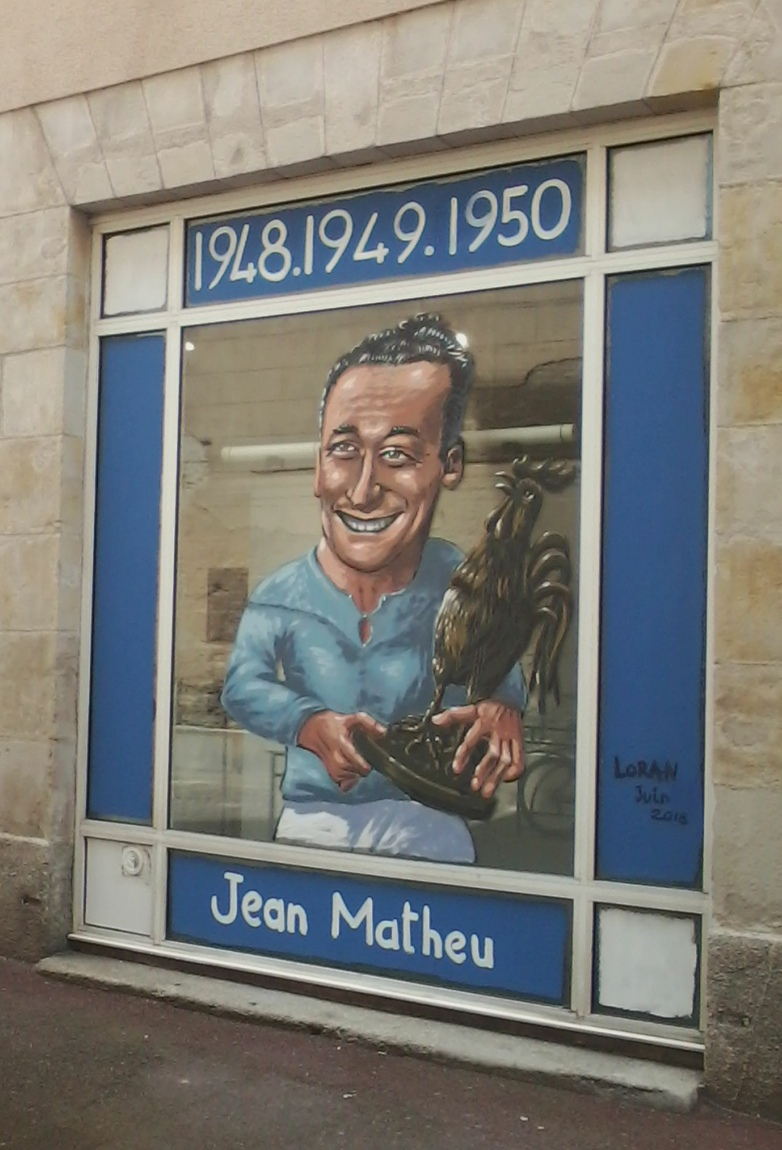
Jean Matheu-Cambas remporte le premier de ses 6 trophées nationaux.

| 2 mai 1943 | |                 |                               | Parc des sports, Bordeaux |

| SU Agen Titulaires M. Guiral 15 Gaubert 14 C. Bonnet 13 C. Calbet 12 G. Baladié 11 Ph. Maurel 10 A. Verdier 9 J. Matheu-Cambas 8 M. Brunetaud 7 G. Basquet 6 R. Landes 5 M. Laurent 4 J. Londaitsbéhère 3 J. Clavé 2 F. Inza 1 Remplaçants X Entraîneur Bedere |  |  |  | Stade bordelais Titulaires 15 Pasino 14 C. Laborde 13 Guttierez 12 Ferriol 11 Rechenmann 10 Bonifazi 9 Crognier 8 Chadeau 7 Figué 6 Gombeaud 5 Meinvielle 4 Fort 3 Pascal 2 Baudet 1 Murac Remplaçants Grenouilleau Entraîneur X |